# オッラストラ
オッラストラ・シマージス（イタリア語: Ollastra Simaxis）は、イタリア共和国サルデーニャ自治州オリスターノ県にある、人口約1,200人の基礎自治体（コムーネ）。

## 地理

### 位置・広がり

#### 隣接コムーネ
隣接するコムーネは以下の通り。
- フォルドンジャーヌス
- シアピッチーア
- シマージス
- ヴィッラノーヴァ・トルスケードゥ
- ゼルファリーウ